# Bernard Sarrette
Bernard Sarrette (Bordeus, Aquitània, 27 de novembre de 1765 - París, Illa de França, 13 d'abril de 1858) fou un músic militar i didàctic francès.
Era capità de la Guàrdia nacional a la capital de França i el 1789 fundà la banda de música d'aquesta, i fou subvencionat pel municipi per al seu sosteniment. El 1792 se li retirà aquesta pensió, però Sarrette no tan sols assolí mantenir units els membres de la banda sinó que fundà una Escola de música de la qual eren professors els mateixos individus d'aquella. Aquest establiment devia proporcionar els músics necessaris als 14 cossos d'exèrcit de França, rebent el 1795 el nom de Conservatori Nacional de Música.
Sarrette fou nomenat director, però fou destituït el 1814. El 1830 el govern volgué reintegrar-lo al seu lloc, qüestió a la que Sarrette si negà perquè no restes cessant Luigi Cherubini, que llavors el desenvolupava i a més era íntim amic seu. Sarrette no es limità tan sols a la fundació d'aquell establiment, sinó que adoptà els millors mètodes coneguts per l'ensenyança, organitzà l'Escola de Declamació i les subvencions pels alumnes de cant i els concerts del Conservatori.